# Tarnów Grodkowski

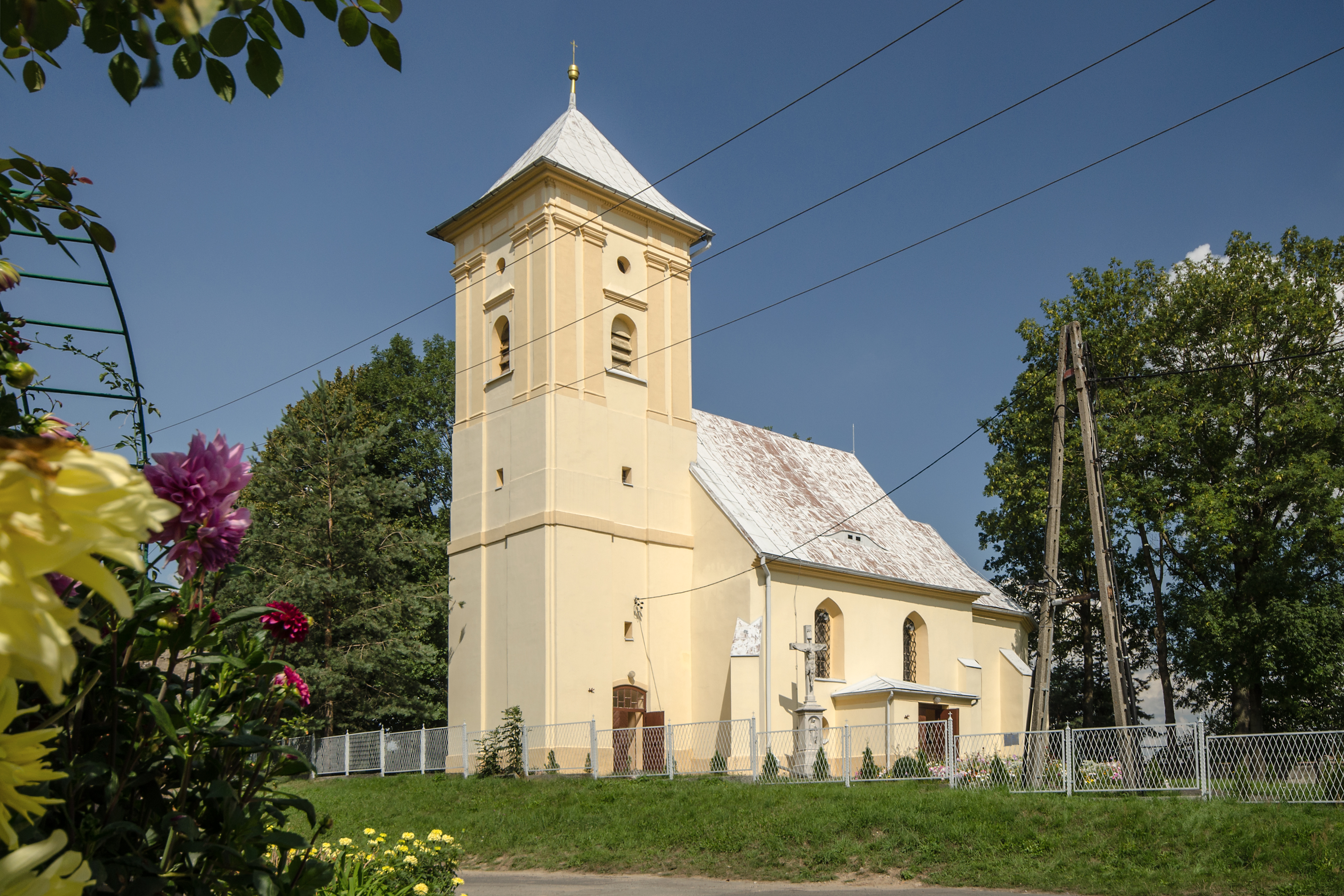
St.-Anna-Kirche

Tarnów Grodkowski (deutsch: Tharnau b. Grottkau) ist ein Ort in der Stadt- und Landgemeinde Grodków (Grottkau) in der Woiwodschaft Opole in Polen.

## Geographie
Das Straßendorf Tarnów Grodkowski liegt im Westen von Oberschlesien im Grottkauer Land, etwa einen Kilometer nordöstlich Grodków, (Grottkau), 21 Kilometer südwestlich von Brzeg (Brieg) und 40 Kilometer westlich von Oppeln (Opole) in der Schlesischen Tiefebene am Grottkauer Wasser (Grodkowska Struga).
Nachbarorte von Tarnów Grodkowski sind im Nordosten Gola Grodkowska (Guhlau) und Osiek Grodkowski (Osseg) und im Südwesten der Grodków (Grottkau).

## Geschichte
Im Gebiet von Tharnau wurde im Jahre 1900 ein bronzener Schlüssel ausgegraben, der als „Lübecker Schlüssel“ bezeichnet wird und vermutlich aus dem 9. Jahrhundert stammt.
Vormals bestand das Dorf aus den Teilen Nieder-Tharnau und Ober-Tharnau, die durch das Grottkauer Wasser getrennt waren. Sowohl Nieder- als auch Ober-Tharnau wurden erstmals 1303–04 als „villa Tarnawa“ im Breslauer Zehntregister Liber fundationis episcopatus Vratislaviensis urkundlich erwähnt. 1316 wurden beide Dörfer gemeinsam als Tarnow erwähnt. 1343 wurden „inferius Tarnow“ und „superius Tarnow“ von der Stadt Grottkau erworben, mit der beide Teile 1344 an das bischöfliche Fürstentum Neisse gelangten, das seit 1342 ein Lehen der Krone Böhmen war. Für Nieder-Tharnau ist für das Jahr 1382 eine Scholtisei belegt. 1388–1392 gehörte Ober-Tharnau dem Ritter Johannes von Schellendorf, der zugleich Landeshauptmann des Fürstentums Neisse war. Er bezog hier auf Lebenszeit alle Einnahmen, sogar den bischöflichen Vierdung. 1579 übte die Stadt Grottkau die Dorfherrschaft in beiden Anteilen aus.
Nach dem Ersten Schlesischen Krieg 1742 fielen Nieder- und Ober-Tharnau mit dem größten Teil des Fürstentums Neisse an Preußen.
1810 wurde das Fürstentum Neisse säkularisiert und 1814 eine Schule errichtet. Nach der Neuorganisation der Provinz Schlesien gehörte die Landgemeinde „Tharnau b. Grottkau“ ab 1816 zum Landkreis Grottkau im Regierungsbezirk Oppeln. 1842 wurde ein neues Schulgebäude errichtet. 1845 bestanden im Dorf eine katholische Kirche, eine katholische Schule und 110 weitere Häuser. Im gleichen Jahr lebten in Tharnau 614 Menschen, davon sieben evangelisch. 1855 lebten in Tharnau b. Grottkau 625 Menschen. 1865 bestanden im Ort 19 Bauern-, sieben Halbbauern-, 25 Gärtner- und 22 Häuslerstellen. Die zweiklassige katholische Schule wurde im gleichen Jahr von 113 Schülern besucht. Ab 1874 war Tharnau dem Amtsbezirk Guhlau eingegliedert, der aus den Landgemeinden Guhlau und Tharnau b. Grottkau sowie den gleichnamigen Gutsbezirken bestand. 1885 zählte Tharnau b. Grottkau 606 Einwohner. 1933 zählte die Ortschaft 472 und 1939 512 Einwohner.
Als Folge des Zweiten Weltkriegs fiel Tharnau 1945 wie der größte Teil Schlesiens an Polen. Nachfolgend wurde es in Tarnów Grodkowski umbenannt und der Woiwodschaft Schlesien angeschlossen. Die deutsche Bevölkerung wurde, soweit sie nicht vorher geflohen war, weitgehend vertrieben. Die neu angesiedelten Bewohner waren teilweise Zwangsumgesiedelte aus Ostpolen, das an die Sowjetunion gefallen war.
1950 wurde Tarnów Grodkowski der Woiwodschaft Oppeln eingegliedert. Seit 1999 gehört es zum damals neu gegründeten Powiat Brzeski (Kreis Brieg).

## Sehenswürdigkeiten
- Die römisch-katholische St.-Anna-Kirche (polnisch Kościół św. Anny) wurde erstmals 1352 erwähnt. Die Kirchenglocken aus den Jahren 1498 und 1797 wurden im Ersten Weltkrieg eingeschmolzen. 1928 erhielt das Gotteshaus ein neues Geläut. Das Kirchengebäude wurde 1964 unter Denkmalschutz gestellt.[7]